# حمض 4-كلوروفينوكسي أسيتيك
حمض 4-كلوروفينوكسي أسيتات أو باراكلوروفينوكسي أسيتات (بالإنجليزية: 4-Chlorophenoxyacetic acid) أو (بالإنجليزية: parachlorophenoxyacetate) واختصارًا (pCPA) هو مبيد حشري صناعي يشبه المواد الكيميائية الموجودة في مجموعة من الهرمونات النباتية تسمى الأوكسينات.
من الاستخدامات المثبتة هو تركيب فيبيكسيد (بالإنجليزية: Fipexide).

## روابط خارجية
- قرار أهلية إعادة التسجيل (RED): حمض 4-كلوروفينوكسي-أسيتيك (4-CPA) ، وكالة حماية البيئة الأمريكية